# Androide
For artiklen om styresystemet udviklet af Google; se Android
En androide er en robot eller kunstig organisme, som efterligner et menneske. Androider bliver ofte afbilledet på film og i tv-serier i science fiction genren. Selv om der er lang vej til at menneskelignende androider ser dagens lys, har firmaer som Honda udviklet avancerede androider med grove menneskelige træk.

## Virkelige androider
- ASIMO en humanoid robot udviklet af Honda.

## Fiktionelle androider
- C-3PO fra Star Wars universet. Her givet betegnelsen droide, introduceret af George Lucas i 1977.
- Data fra tv-serien Star Trek.
- Marvin fra bogen og filmen Hitchhiker's Guide to the Galaxy.
- Kryten fra tv-serien Red Dwarf.